# Rio Ciucic
O Rio Ciucic é um rio da Romênia, afluente do Mureş, localizado no distrito de Harghita.